# Sveta Eufemija
 Ovo je glavno značenje pojma Sveta Eufemija. Za druga značenja pogledajte Sveta Fumija.
Sv. Eufemija (Kalcedon kraj Carigrada, 289. - Kalcedon, 16. rujna 304.), kršćanska mučenica, zaštitnica grada Rovinja.

## Životopis
Malo je povijesnih podataka koji govore o životu i smrti sv. Eufemije. Poznato je da je bila kćerka uglednog građanina iz Kalcedona, blizu Carigrada, a kao kršćanka, u vrijeme cara Dioklecijana, 304. godine zatvorena je i mučena te na kraju bačena lavovima koji ju nisu rastrgali. Navodno je umrla od ozljeda koje joj je u areni nanio ili medvjed ili lav. Najčešće se prikazuje s palmom i kotačem a uz nju jedan ili više lavova.
Umrla je kao mučenica 16. rujna 304. godine. Pobožni kršćani su sačuvali njeno tijelo, koje je kasnije preneseno u Carigrad gdje je car Konstantin u njenu čast podigao veliku crkvu.
Tu je sarkofag ostao do 800. godine kad na vlast dolaze ikonoklasti. Sarkofag je, prema predaji, jedne olujne noći nestao iz Carigrada i 13. srpnja 800. dospio do rovinjske obale gdje ga je jedan mladić sa svoje dvije mršave kravice uspio dovući na brežuljak do crkvice sv. Franje. Rovinjci su od tada sveticu počeli štovati kao svoju zaštitnicu, a sarkofag se danas nalazi u crkvi sv. Eufemije.
O događajima vezanim uz život i mučeništvo sv. Eufemije govore tri legende iz Rovinjskog iluminiranog kodeksa iz XIV. – XV. stoljeća.